# Titanic: Honor and Glory
Titanic: Honor and Glory (с англ. — «Титаник: Честь и слава») — предстоящая компьютерная игра, разрабатываемая компанией Vintage Digital, воссоздающая полную цифровую трёхмерную копию корабля «Титаник». Последняя демоверсия игры вышла 3 марта 2023 года, в ней для исследования доступна примерно половина корабля. Игра использует движок Unreal Engine 5.

## Игровой процесс
Игрок сможет исследовать полную цифровую трёхмерную модель «Титаника», включая все палубы, каюты и служебные помещения. На ранних этапах разработки планировалось включить в игру выдуманную историю 23-летнего пассажира, который будет разгадывать тайны, а также сделать доступным для исследования часть английского города Саутгемптон. Позднее было решено сделать игру «виртуальным музеем» «Титаника».

## Разработка
Разработка игры началась в ноябре 2012 года, после отмены проекта Titanic: Lost in the Darkness, который разрабатывался как мод к игре Crysis 2. В декабре 2012 года был опубликован первый предварительный обзор игры, сделанной на движке CryEngine 3.
В марте 2015 года появился ролик с демонстрацией игрового процесса на новом движке Unreal Engine 4. В апреле 2015 года вышла первая демо-версия игры, в которой можно было исследовать несколько локаций корабля.
В ноябре 2015 года продюсеры игры Томас Линдски (Thomas Lynskey) и Мэттью Деуинклир (Matthew DeWinkeleer) отправились в Англию, где посетили паб «Грейпс» (Grapes Pub) в Саутгемптоне, который должен появиться в игре, а также изучили деревянную обшивку залов первого класса на корабле RMS Olympic, которая была использована для отделки ресторана в отеле «Уайт-суон» (White Swan Hotel) в Алнике (графство Нортамберленд).
В апреле 2016 года разработчики презентовали анимацию затопления «Титаника» в режиме реального времени, используя демо-версию игры, что привлекло внимание прессы.
В июле 2019 года разработчики анонсировали сотрудничество с игровой студией 5518 Studios, которая должна была разработать неигровых персонажей (NPC) для игры Titanic: Honor and Glory.
До ухода из проекта Тома Линдски в 2021 году игра задумывалась как выдуманная история 23-летнего американца Оуэна Роберта Моргана, который окончил Оксфордский университет. Его ложно обвинили в преступлении, после чего он решил отплыть на «Титанике» в США и оправдать себя от обвинений. После того, как он взошёл на борт, игроку нужно было выполнить определенные задачи (как настоящему члену экипажа). После столкновения «Титаника» с айсбергом игрок должен был в течение двух часов и сорока минут «разгадать тайну». Позднее эти планы были отменены, разработчики решили сделать игру «виртуальным музеем» «Титаника».

### Демо-версии
25 декабря 2021 года вышла демо-версия под номером «401»: Titanic: Honor and Glory - Demo 401. Она использовала движок Unreal Engine 4. В ней игрок мог исследовать около 25 % «Титаника» (позднее в ходе обновлений доступная для исследования площадь достигла 30 %).
3 марта 2023 года вышла новая демо-версия под названием Demo 401 V2.0. Она использовала движок Unreal Engine 5 и позволяла исследовать уже около 50 % корабля.